# 义兵运动

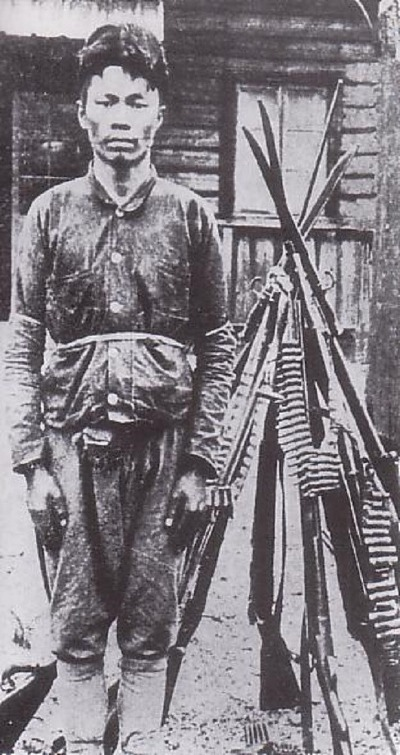
朝鲜义军士兵

义兵运动指19世纪末至20世纪初期朝鲜半岛发生的大规模抵抗日本侵略的民众武装斗争。这些自发抵抗外国侵略的武装在朝鲜半岛被称为“义兵”或“义军”:1099。
甲午战争之后，日本联合朝鲜亲日派铲除以闵妃为代表的亲俄势力，并恢复了金弘集亲日内阁。此后，朝鲜儒生领导农民发动大规模义兵运动，打着“尊王攘夷”、“恢复国权”的名义攻克忠州、晋州等重镇，威胁大邱、元山、釜山乃至首都汉阳等大城市。朝鲜亲俄势力利用此次义兵运动，在沙俄的支持下成功推翻金弘集亲日内阁，成立以尹容善为总理大臣的亲俄内阁。:327-330
1905年日本强迫朝鲜签订“乙巳条约”后，朝鲜半岛爆发第二次大规模义兵武装反日运动。1907年日本强迫高宗退位并强行解散朝鲜军队后，朝鲜反日义兵运动达到高潮:1099。根据日本官方的统计数字，1907-1911年间，朝鲜半岛参加义兵作战的人数达143600余人，作战2900多次:521-522。1910年，日本吞并朝鲜半岛后，义兵运动遭到日本人的残酷镇压。义军将领不得不率队越过鸭绿江和图们江进入中国东北和俄国沿海州，转为独立军运动:49。

## 第一次义兵运动

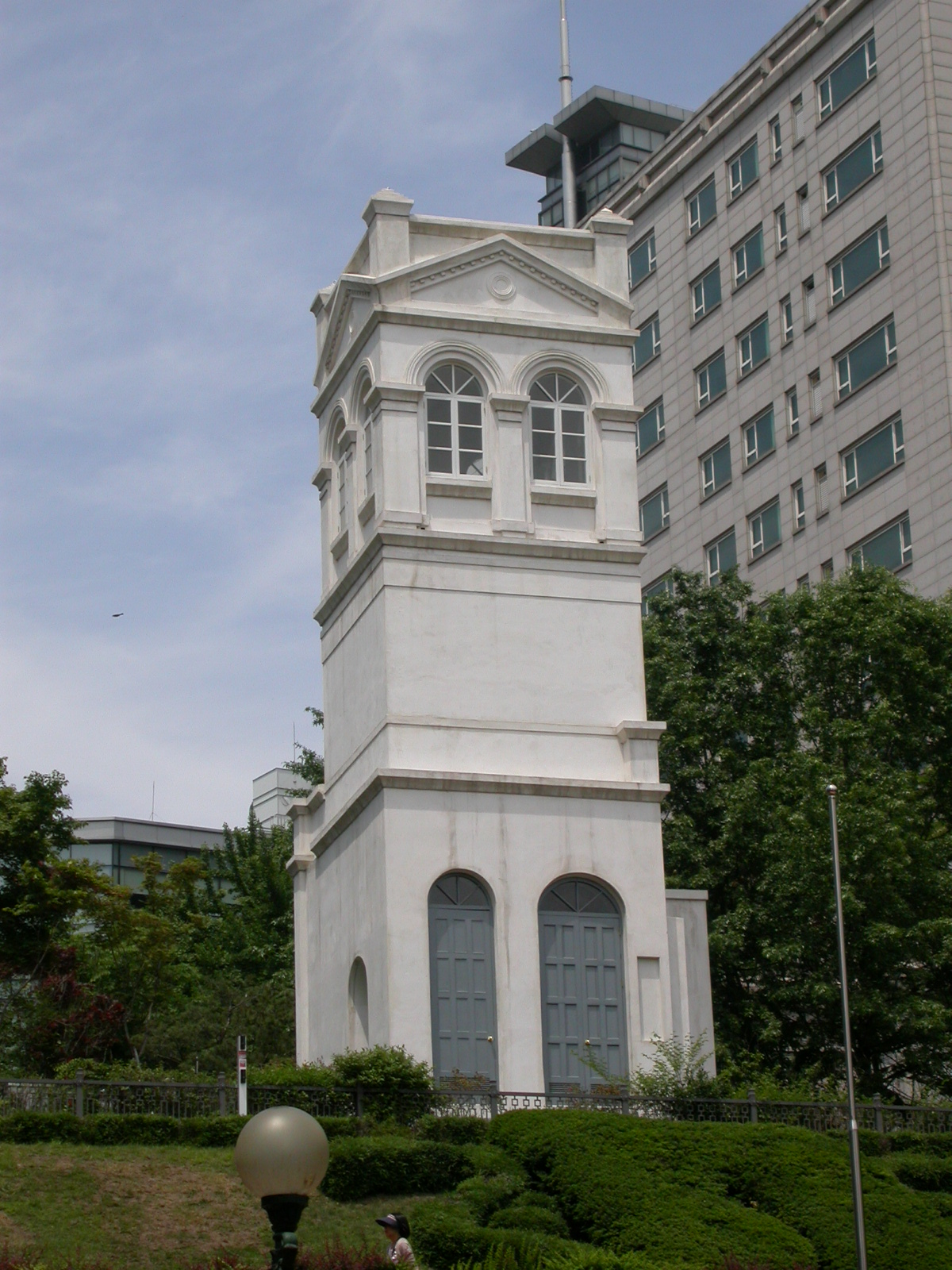
首尔的俄罗斯公使馆旧址

1894年朝鲜半岛爆发东学党起义之后，农民反日武装斗争此起彼伏:1099。1895年，在甲午战争中获胜的日本联合朝鲜亲日派发动乙未事变，铲除试图通过俄羅斯帝國对抗日本的闵妃势力集团，并恢复金弘集亲日内阁。同年11月，金弘集内阁颁布“断发令”等改革法令，引发大规模反日义兵运动。这次义兵运动是朝鲜儒生领导的“尊王攘夷”、“恢复国权”农民举义，主要的义兵队伍有江原道春川地区李昭应部队、忠清道原州地区柳麟锡部队、庆尚道晋州卢应奎部队和咸镜道义兵部队等:327-328。
1895年冬，儒生李昭应在江原道春川率众300余人举义，袭击官衙，杀死观察使曹寅承。朝鲜朝廷派李谦济大规模发兵镇压。但败退后的李昭应却重新招募人马，分兵两路向汉阳和东海岸进发，后一举攻克南汉山城，与朝鲜官军对峙长达半年之久。:328
同年，忠清道名儒柳麟锡的门生李春永、安承禹等在京畿道砥平举义。柳麟锡后被拥戴为义兵首领。在柳麟锡的影响下，他们号召全国儒生和民众起义反日。柳麟锡汇合各地力量，统率统一的队伍攻占城池，杀死亲日官吏和日军，势力扩展到忠清、庆尚、江原3道。1896年1月，义兵队伍攻占忠清道重镇忠州，杀死观察使金奎轼和日本兵。柳麟锡的义兵部队进一步壮大。:328-329
此外，在庆尚道晋州地区的卢应奎以及咸镜道义兵队伍也曾试图攻打釜山、元山等朝鲜重要城市。另外还有黄在显、金福满、权世渊、金道和、朴周庠、李中麟、李都明、许苏、奇宇万等30余支义兵部队活动在忠清、庆尚、江原、京畿、咸镜等道。:329
义兵运动的爆发使日本和亲日政府处于很被动的局面，1896年2月俄國派兵進入漢城。2月11日，李完用、李范晋等朝鲜亲俄派借机在俄國支持下，将高宗“移驾”俄国驻朝使馆，史称“俄馆播迁”。高宗发表敕令谴责金弘集亲日内阁：“诸叛逆横行霸道，身负万罪，人人皆知，最近所颁命令，全非出于朕意。”金弘集、郑秉夏、鱼允中等亲日派失势后死于民众的袭击。此后，李完用成立了新的亲俄政府，废除包括断发令在内的金弘集亲日政府颁布的一切法令，并颁布国王诏敕，劝谕义兵解散。1896年夏秋之际，朝鲜各地义兵部队纷纷解散，大规模反日武装斗争暂告停止:329-330。1897年10月，高宗改国号为「大韩帝国」。

## 第二次义兵运动
日俄战争后，日本加紧了对朝鲜半岛的吞并进程。1905年，日本强迫朝鲜签订不平等条约“乙巳条约”，夺取其外交主权，使其沦为日本保护国。朝鲜民众对日本的反抗运动随之加强。1906年3月，朝鲜前参判闵宗植率领500名义兵起义，占领忠清道洪洲城，朝鲜半岛各地都有响应:441-445:1099。同年6月，曾任赞议、户曹参判等高官的儒生崔益铉率众于全罗北道淳昌起义。 影响较大的义兵起义还有庆尚道宁海地区平民申乭石的义兵、庆北东大山举义（郑镛基）等。1906年下半年至1907年下半年，江原、京畿、忠清、全罗、庆尚等道的义兵队伍得到进一步壮大，甚至扩至汉阳附近，沿海的永宗岛也点燃反抗烽火。在朝鲜半岛北部的黄海道、平安南道、咸镜南道义兵运动迅速扩展。各地义兵袭击日本宪兵驻地，杀死日军和亲日分子。与此同时，朝鲜各地的农民和工人也纷纷暴动或罢工与义兵互相声援、呼应:441-445。 

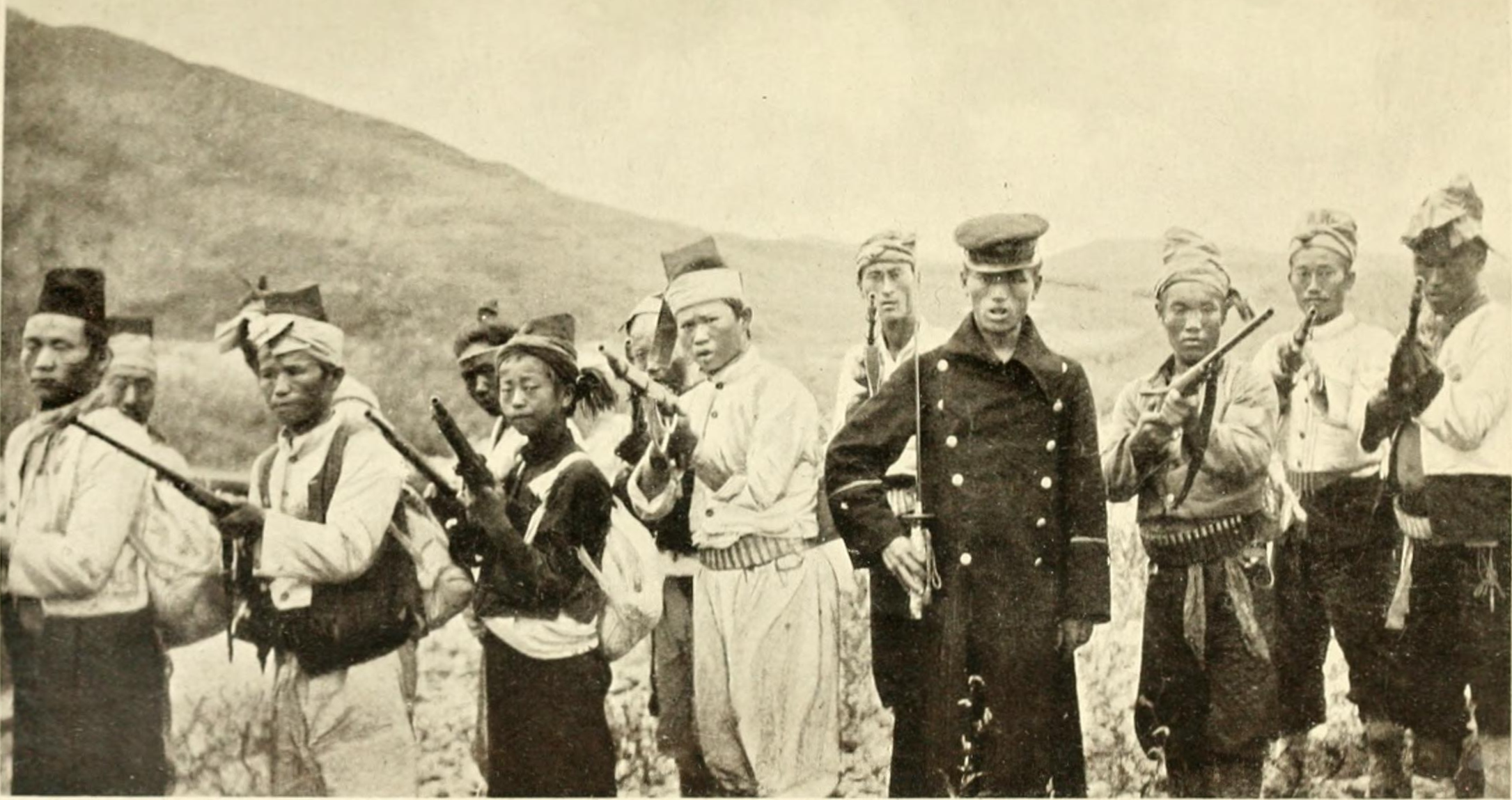
1907年时的朝鲜义兵

1907年7月19日，日本迫使高宗退位，后强迫朝鲜签订《丁未七款条约》，朝鲜人民的反日爱国斗争更加激烈。汉阳、龙山、平壤、公州、晋州、大丘、釜山等地商人罢市，学生罢课，群众集会示威，最后发展成为暴动，与日本军警展开搏斗。在朝鲜民众日益高涨的反日斗争影响下，朝鲜官军也开始出现反日迹象。日本人于是在同年8月1日下令解散朝鲜军队，遣散军人回乡。朝鲜京城侍卫第一团第一营营长朴星焕悲愤自杀，之后该营和第二营全体士兵发动武装暴动，击毙日军大尉梶原为首的数十名日兵。汉阳军人的暴动，在朝鲜各地引发连锁反应。原州、洪州、江华等地官军也纷纷起义，但由于与日军相比力量悬殊而失败。之后，各地暴动失败的官军和未参加暴动遣散回乡的官军转而加入当地的义兵队伍，为义兵队伍补充了正规军的战斗力。:441-445
1907年12月，朝鲜义兵形成以李麟荣为首的全国性武装力量，并对汉阳发起了进攻，但遭到日军阻击而受重创:441-445:1099。1908-1910年，义兵运动在朝鲜半岛达到高潮，义兵捣毁日军设施，清除亲日派，使许多地区的日本殖民统治机构陷于瘫痪:1099。根据日本官方的统计，1907-1911年间，朝鲜半岛参加义兵作战的人数达143600余人，作战2900多次:521-522。1910年，日本吞并朝鲜半岛后，义兵运动遭到日本人的残酷镇压。由于义兵缺乏训练、武器简陋，没有明确的政治纲领和严密的组织机构，义兵运动节节受挫。部分将领不得不率队越过鸭绿江和图们江进人中国东北和俄国沿海州，转为独立军运动:49。

## 中国东北的朝鲜义兵

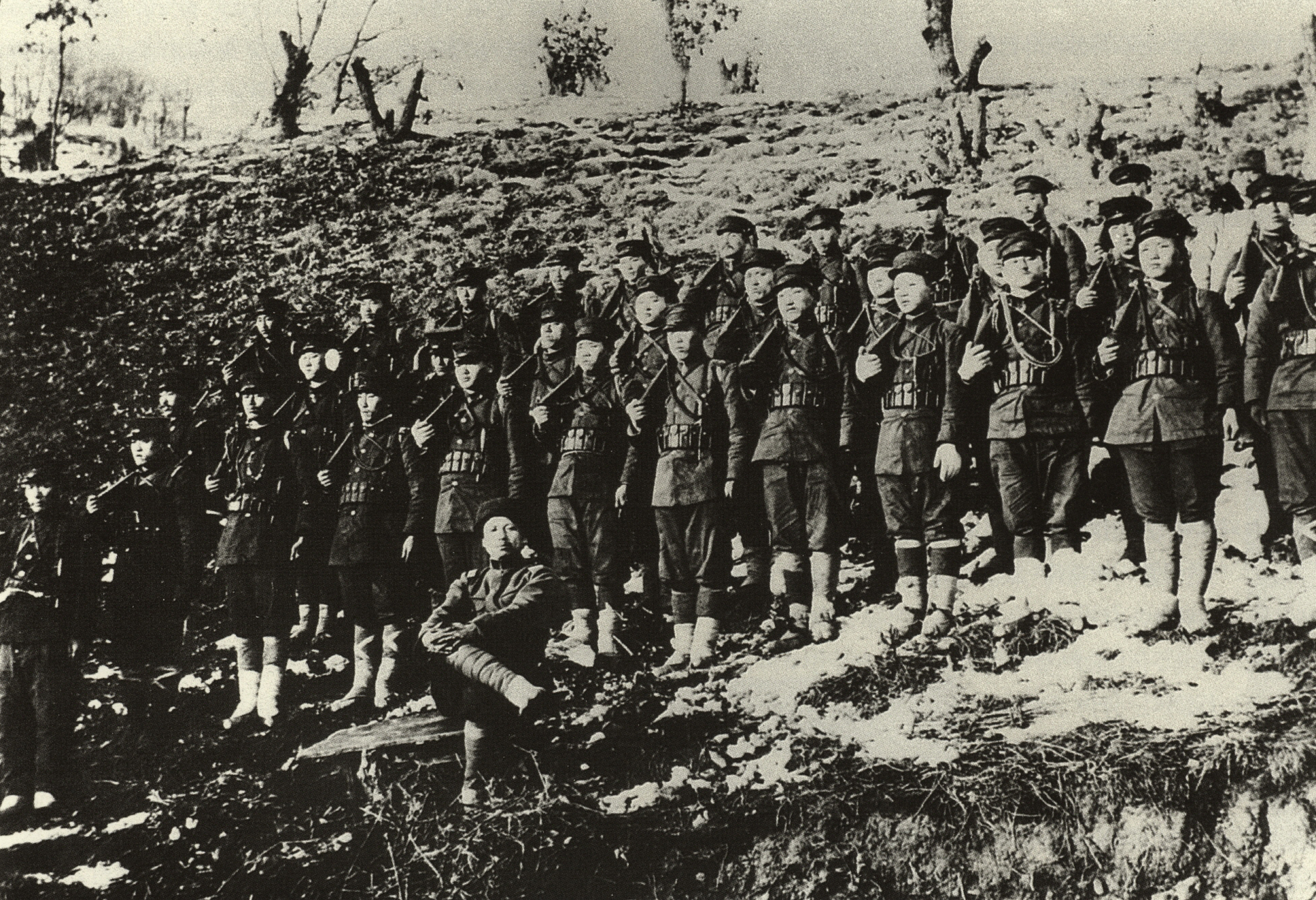
青山里战斗胜利后的北路军政署队员，坐在前面的是金佐镇

1900年，义兵将领柳麟锡在鸭绿江北岸组织义兵袭击朝鲜境内的日军据点，随后涉留的部下因受到俄军袭击而卷入东满事变以抗击俄军。1908年，他率领60名义兵在东满依靠朝鲜族群众建立起独立运动基地。当时在东满的义兵有朴正彬、朴长浩、李镇龙、白三奎、赵孟善、全德元等部。不久，柳麟锡离开东满来到海参崴，与当地的义兵将领李范允、李相卨、洪范图等共同组成了“十三道义军”，随后进入东满，袭击朝鲜北部日本军警。
此外，朝鲜爱国义士安重根曾在俄罗斯组建义兵队伍，后与金斗星、李范允的义兵合并。1908年6月，安重根率领300余名义兵渡过图们江，与驻扎在咸镜北道的日本守备队展开了三次激烈的战斗，共击毙日军50余名。之后，他又率兵进袭会宁郡的日军:34-39:11-12。1909年10月安重根击毙伊藤博文后，中国东北各地的朝鲜义兵开始兴办军事学校，聘请云南讲武堂、黄埔军校、莫斯科军事学院及日本士官学校毕业的军事人才为教官，为更大规模的抗日斗争做准备。吉林通化、柳河县建立了新兴武官学校，穆棱建立了城东士官学校，汪清亦建立起士官学校。
三一运动之后，中国东北的朝鲜义兵将原来零散、小规模的队伍进行了合并，联合成韩国独立军，开始对日军进行大规模作战，包括1920年6月的“凤梧洞战役”和同年10月的“青山里战役”。